# Filialkirche Rehberg

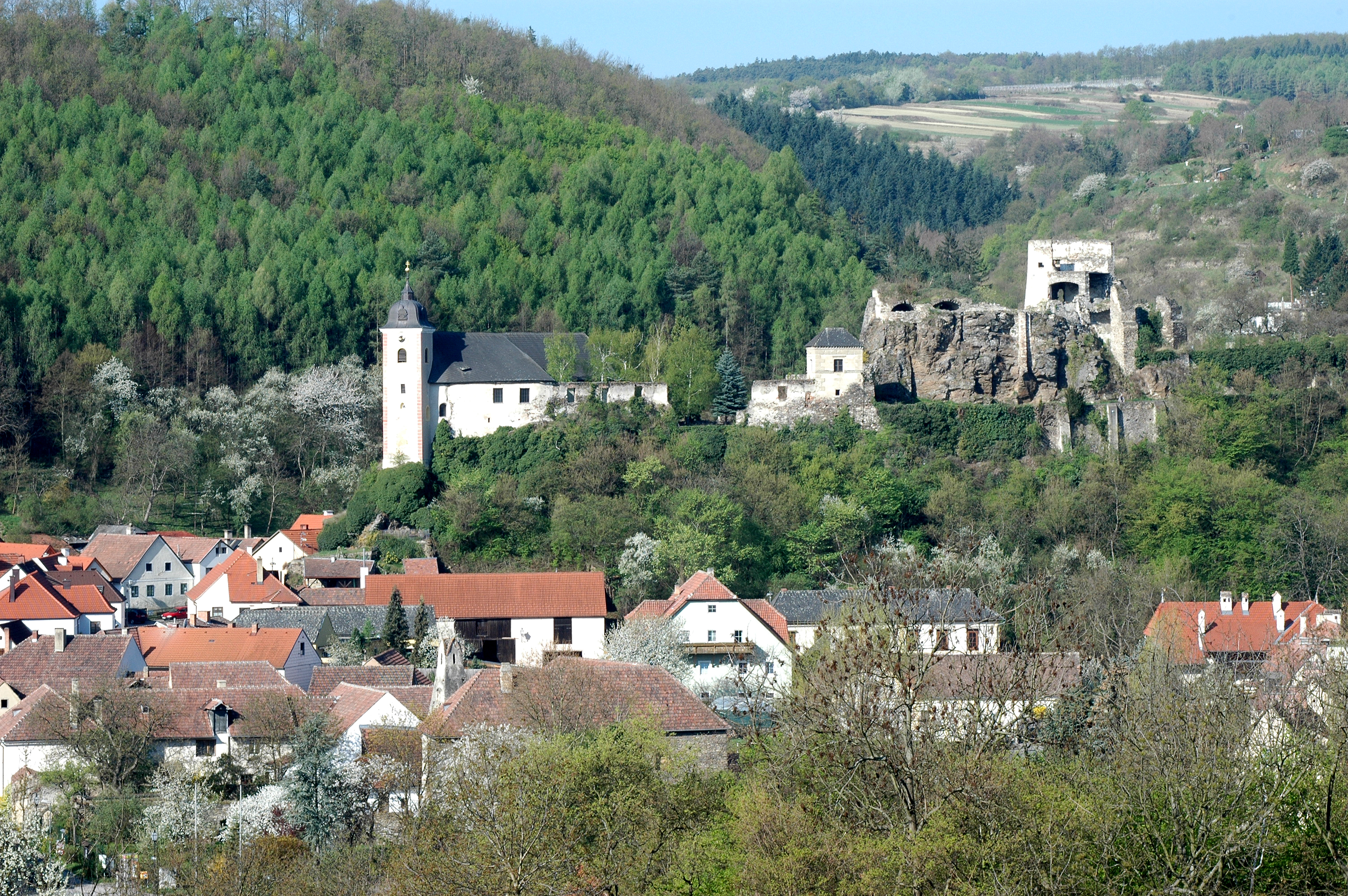
Katholische Filialkirche Zur Enthauptung des hl. Johannes des Täufers in Rehberg in Krems an der Donau

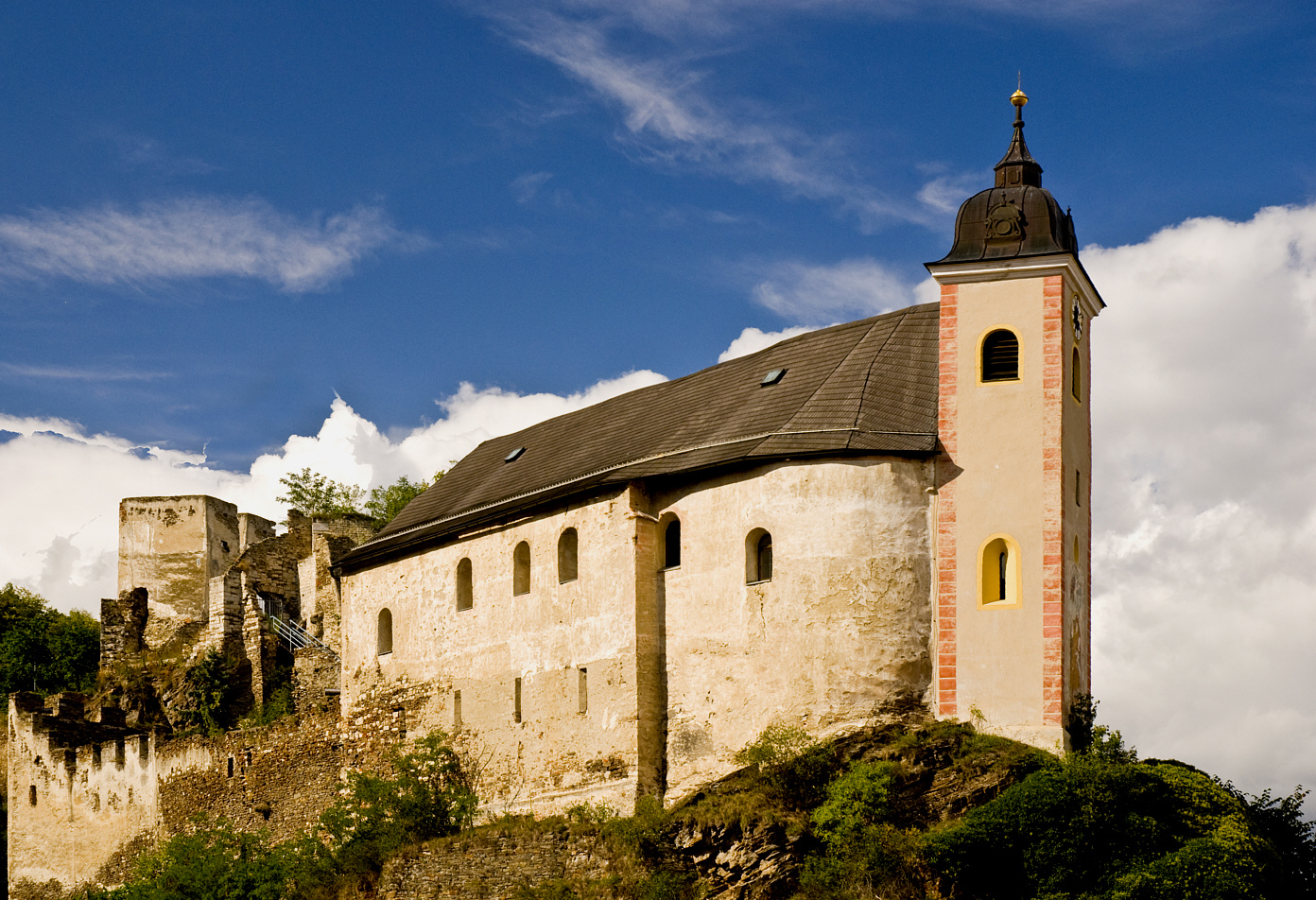
Ansicht von Süden

Die Filialkirche Rehberg steht im Südosten eines steilen Felsensporns einbezogen in die langgestreckte Burgruine Rehberg in beherrschender Lage über der Ortschaft Rehberg in der Statutarstadt Krems an der Donau in Niederösterreich. Die dem Patrozinium Enthauptung des hl. Johannes des Täufers unterstellte römisch-katholische Filialkirche gehört zum Dekanat Krems in der Diözese St. Pölten. Die Kirche steht unter Denkmalschutz (Listeneintrag).

## Geschichte
Urkundlich wurde 1316 eine Johanneskapelle genannt. Ursprünglich zur Pfarre Krems gehörig wurde Rehberg 1783 zur Filiale der Pfarre Imbach und ist heute eine Filiale der Pfarre Krems-St. Paul. 1982 war eine Restaurierung.

## Architektur
Der im Kern romanische und gotische sowie barockisierte Kirchenbau hat einen dem Ort zugekehrten Ostturm.
Das Kirchenäußere zeigt ein Langhaus mit einem in die Ringmauer der ehemaligen Vorburg einbezogenen rund geschlossenen Chor. Es gibt kleine Rundbogenfenster und Rechteckschlitze, der Turm zeigt ostseitig eine monumentale Wandmalerei des hl. Christophorus aus dem Anfang des 16. Jahrhunderts. Der zweigeschoßige Turm hat Spitzbogen- und Dreipassschlitze und rundbogige Schallfenster. Nordöstlich am Langhaus befindet sich ein teils freigelegtes romanisches Portal aus Hausteinquadern.
Das Kircheninnere zeigt ein barockisiertes dreijochiges rechteckiges Langhaus unter einer Längstonne mit angeputzten Doppelgurten und Bändern in Stichkappenform über einem vorkragenden Gesims auf Doppellisenen. Südöstlich schließt der ehemalige niedrigere halbrund geschlossene Chor unter einem unregelmäßigen Kreuzgratgewölbe an, der Chor wurde wohl bei der Barockisierung abgemauert. Das quadratische Turmerdgeschoß aus dem 14. Jahrhundert ist kreuzrippengewölbt. Im Dachboden des Langhauses sind über dem barocken Gewölbe Reste eines rot gemalten gotischen Blumenfrieses erhalten.

## Ausstattung
Der Hochaltar um 1700 mit einem Sarkophagaltar und einem reich gegliederten Aufbau mit beidseits je vier kannelierten Säulen mit Kompositkapitellen unter einem verkröpften Gebälk und einem gesprengten Giebel und Blattwerkdekor zeigt das Hochaltarbild Enthauptung des hl. Johannes des Täufers und trägt die Statuen der Heiligen Peter und Paul aus der Werkstatt Matthias Schwanthaler. Auf dem Tabernakel mit gedrehten Säulchen befindet sich unter einem Volutenbaldachin das Relief Heilige Familie, der Hochaltar hat vier Empirereliquiare.
Der linke Seitenaltar um 1700 mit einem Sarkophagaltar mit einem zierlichen Säulenretabel und einem Aufsatz mit einem gesprengten Segmentbogengiebel zeigt das Altarbild Maria mit Kind als Gnadenbildkopie und trägt die Figuren der Heiligen Sebastian und Rochus. Der rechte Seitenaltar als Sarkophagaltar zeigt einen gemalten Baldachinvorhang mit einem gemalten Ölbild Hl. Dreifaltigkeit aus dem Anfang des 19. Jahrhunderts in der Art von Martin Johann Schmidt. Der Altar trägt spätbarocke Statuen der Heiligen Joachim und Anna und Maria mit Kind aus dem 19. Jahrhundert.
Ein spätmittelalterlicher Opferstock befindet sich auf einem gedrehten Halbsäulchen. Die barocken Kreuzwegbilder schuf der Maler Johann Lorenz Haid.
Die Glocken entstanden am Ende des 15. Jahrhunderts und 1949.